# تسمم هيكلي بالفلور
التسمم بالفلور الهيكلي (بالإنجليزية: Skeletal fluorosis)‏ هو مرض يصيب العظم بسبب تراكم الفلوريد في العظام. يمكن أن يؤدي في بعض الحالات الشديدة إلى آلام وضرر في العظام والمفاصل.

## الأعراض
تتركز الأعراض بشكل رئيسي على بنية العظام. تتصلب العظام نتيجة لارتفاع تركيز الفلور في الجسم، وبالتالي تكون أقل مرونة، مما يؤدي إلى زيادة تواتر الكسور. تشمل الأعراض الأخرى سماكة بنية العظام وتراكم أنسجتها، مما يزيد من ضعف حركة المفاصل. قد تتحجر الأربطة والغضاريف. معظم المرضى الذين يعانون من التسمم الهيكلي بالفلور تظهر عليهم آثار جانبية ناتجة جرعة عالية من الفلور مثل تمزق في بطانة المعدة والغثيان. قد يؤدي التسمم بالفلور أيضًا إلى اضطرابات في الغدد جارات الدرقية. يؤدي بشكل أساسي إلى فرط نشاطها، والإفراز غير المنضبط لهرموناتها. تنظم هذه الهرمونات تركيز الكالسيوم في الجسم. يؤدي ارتفاع تركيز هرمون الغدة جارات الدرقية إلى استنفاد الكالسيوم في الهياكل العظمية وبالتالي زيادة تركيز الكالسيوم في الدم. نتيجة لذلك، تقل مرونة العظام، وتصبح أكثر عرضة للكسور.

## الأسباب
تشمل الأسباب الشائعة للتسمم بالفلور استنشاق غبار الفلور أو الأبخرة من قبل العاملين في الصناعة واستهلاك الفلور من مياه الشرب (مستويات الفلور التي تزيد عن المستويات التي تعتبر آمنة).
يشيع في الهند، وخاصة منطقة نالغوندا (تيلانجانا) التسمم بالفلور الموجود في مياه الشرب الغنية به والتي تأتي من الآبار العميقة. تحتوي أكثر من نصف مصادر المياه الجوفية في الهند على كميات من الفلور أعلى من المستويات الموصى بها.
يمكن أن يحدث التسمم بالفلور أيضًا نتيجة للنشاط البركاني. يُقدر أن ثوران بركان لاكي في أيسلندا عام 1783 تسبب في مقتل حوالي 22% من السكان الآيسلنديين، و60% من الماشية، نتيجة التسمم بالفلور وغازات ثاني أكسيد الكبريت. وأدى ثوران بركان هيكلا عام 1693 إلى نفوق الماشية في ظل ظروف مماثلة.

## العلاج
حتى الآن، لا توجد علاجات ثابتة لمرضى التسمم بالفلور. ومع ذلك، يمكن عكسه في بعض الحالات، بحسب تطور المرض. في حال التوقف عن تناول الفلور، ستنخفض الكمية الموجودة في العظام وستُفرز عن طريق الكليتين. لكنها عملية بطيئة جدًا. وتكون النتائج المشاهدة لدى المرضى في حدودها الدنيا. علاج الآثار الجانبية صعب للغاية أيضًا. إذ لا يمكن علاج المريض المصاب بكسر في العظام وفقًا للإجراءات القياسية، لأن العظم هش للغاية. وسيستغرق التعافي وقتًا طويلًا جدًا ولا يمكن ضمان الشفاء التام. ومع ذلك، يمكن منع استمرار التسمم بالفلور عن طريق شرب الماء منزوع الفلور. اقترح حديثًا أن شرب الماء منزوع الفلور عبر عملية إزالة الفلورة المُحسّنة بالكالسيوم قد يساعد في عكس التسمم بالفلور. توفر المياه منزوعة الفلور بهذه الطريقة مياه شرب قلوية غنية بالكالسيوم. إذ تحتوي المياه الملوثة بالفلور على كمية منخفضة من معدن الكالسيوم ويساعد شرب المياه القلوية في التخلص من الفلور السام من الجسم.

## وبائيًا
يتوطن التسمم بالفلور الهيكلي في بعض المناطق. أكثر وأشد دولتين يتوطن فيها التسمم بالفلور (من حيث عدد السكان) هما الهند والصين، لكن تقدر اليونيسف أن «التسمم بالفلور مستوطن في 25 دولة على الأقل في جميع أنحاء العالم. والعدد الإجمالي للأشخاص المصابين غير معروف، ولكن بحسب التقديرات المتحفظة يصل الرقم حتى عشرات الملايين».
حُددت 20 ولاية في الهند على أنها مناطق موبوءة. إذ يقدر أن 60 مليون شخص معرضون للخطر، و6 ملايين شخص متضرر، وقد يصاب حوالي 600 ألف شخص باضطراب عصبي نتيجة لذلك.

## التأثيرات على الحيوانات
تشبه التغيرات النسيجية التي يسببها الفلور على الفئران تلك التي يسببها عند البشر. 